# Bandeira de Palau
A bandeira de Palau foi adotada em 1 de janeiro de 1981, quando o arquipélago se separou do Protectorado das Ilhas do Pacífico das Nações Unidas. Em comum com outros arquipélagos do Pacífico, azul é a cor usada para representar o oceano e o lugar da nação dentro dele. Enquanto este põe Palau em comum com os Estados Federados da Micronésia e outros arquipélagos vizinhos, o círculo descentralizado na bandeira é similar à bandeira do Bangladesh, mas no caso de Palau representa a lua ao invés do sol.
Palau usa uma bandeira com um design similar a bandeira do Japão, mas o esquema de cores é totalmente diferente. Apesar do governo de Palau não citar os japoneses como influência em sua bandeira nacional, o Japão administrou Palau de 1914 até 1944.
A bandeira de Palau é uma lua cheia dourada não localizada no centro, com um fundo azul celeste. A lua representa a paz e uma nação nova enquanto o fundo azul celeste representa a transição de Palau para um governo próprio entre 1981 e 1994, quando foi obtida a independência total.